# 敬业集团
敬业集团，原名河北敬业集团，是总部位于中华人民共和国河北省平山县的一家民营钢铁企业，成立于1990年。
据2019年统计，敬业集团有2.35万名员工，销售额1,274亿元人民币，位列中国500强企业第217名。
敬业集团在2019年11月签约收购英国钢铁，在2020年3月9日完成交割。
2021年8月2日，敬业集团被美國財富雜誌全球500強，排名為375位，以325.282億美元營業額，利潤為6.073億美元，資產為107.087億美元，總合計股東權益為49.54億美元，股東權益收益率為12.3%，淨資產收益率為5.7%，營業額收益率為1.9%，也是首次進入全球500強行列 。
2021年10月11日上午7时许，敬业集团的一辆载有51人的通勤大巴车在平山县滹沱河王母桥涉水通行并倾覆坠河，事故共造成14人死亡。
2022年7月13日，敬业集团铁路专用线正式通车。